# GUBU
Das Akronym GUBU, englisch für grotesque, unbelievable, bizarre and unprecedented, deutsch etwa grotesk, unglaublich, bizarr und beispiellos, steht für eine politische Affäre in Irland 1982. Der damalige Attorney General Patrick Connolly musste zurücktreten, nachdem die irische Polizei in dessen Wohnung den polizeilich gesuchten Doppelmörder Malcolm MacArthur festgenommen hatte. Connolly hatte MacArthur als flüchtigen Bekannten offenbar ohne Kenntnis seiner Taten in seiner Wohnung übernachten lassen und verschlimmerte den Skandal noch, als er unmittelbar nach der Verhaftung eine Urlaubsreise antrat. Das Akronym entsprang einer Pressekonferenz des damaligen Taoiseach Charles J. Haughey und wird heute insbesondere in Irland als politisches Schlagwort und allgemein auch für besondere Geschehnisse verwendet. Mitunter ist bezogen auf die Mordfälle auch von den GUBU murders („GUBU-Morden“) die Rede und bezogen auf die anschließende politische Affäre von der GUBU affair („GUBU-Affäre“).

## Doppelmord und Flucht von Malcolm MacArthur
Malcolm MacArthur (* 17. April 1945) entstammte einer Familie reicher Landbesitzer mit schottischen Wurzeln und wuchs auf einem 180-Acre-Anwesen in Trim im County Meath auf. Zunächst besuchte er eine kirchliche Schule der Christian Brothers und ging dann zum Studium in die Vereinigten Staaten, wo er in den nächsten Jahren an verschiedenen Hochschulen eingeschrieben war, unter anderem an der University of California. 1967 schloss er sein Studium mit einem Bachelor of Arts in Wirtschaftswissenschaften (economics) ab. Danach kehrte er nach Irland zurück und erbte nach dem Tod seines Vaters 1974 das elterliche Vermögen, das sich damals auf etwa 70.000 £ (entsprechend etwa 776.000 £ bzw. 927.000 EUR im Jahr 2025) belief. Fortan präsentierte er sich als Lebemann in der Oberschicht der Dubliner Gesellschaft und lebte ausschließlich von dem Erbe; in den Kreisen der High Society versuchte er, sich als Bohémien und Kunstkenner zu profilieren. Einem Beruf ging er nie nach. Mit seiner Lebensgefährtin und deren Kind zog er im Frühjahr 1982 nach Spanien, wo er ein neues Zuhause auf Teneriffa fand. Dort musste er aber nach kurzer Zeit feststellen, dass sein Erbe fast aufgebraucht und die Finanzierung seines Lebensstils in Zukunft nicht mehr möglich war. Statt sich eine Anstellung zu suchen, kehrte MacArthur allein nach Dublin zurück, um sich mit einem Raub neues Geld zu verschaffen. Er hoffte, die Polizei würde sich bei der Tätersuche auf die damals sehr aktive IRA beschränken. Sein Plan war es, sich in Vorbereitung des Überfalls ein Auto und eine Waffe zu beschaffen.
Als erstes versuchte MacArthur, sich eines Autos zu bemächtigen. Er suchte dafür am 22. Juli 1982 den Phoenix Park im Norden Dublins auf, eine große Parkanlage mit viel Besucherverkehr. Sein Opfer war eine Krankenschwester, die er gewaltsam in ihr Auto zwang. Dort versuchte er sie zu fesseln, schlug aber schließlich mehrfach mit einem Hammer auf sie ein. Danach floh er mit dem Auto und der schwer verletzten Krankenschwester. Der Fahrer eines entgegenkommenden Krankenwagens sah zwar die schwer verletzte Frau, hielt aber MacArthur für einen Arzt, der sie ins Krankenhaus bringen würde, da am Auto der Krankenschwester berufsbedingt ein medizinisches Symbol klebte. So eskortierte der Krankenwagen MacArthur sogar einige Zeit, ehe ihm MacArthur davonfuhr. Später ließ er das Auto mitsamt der Verletzten am Straßenrand stehen und flüchtete. Sein Opfer starb vier Tage später im Krankenhaus an seinen schweren Verletzungen. Am 24. Juli probierte MacArthur, an eine Schusswaffe zu kommen. Über eine Zeitungsanzeige kam er mit einem Bauern aus dem County Offaly in Kontakt, der ein Gewehr zum Kauf anbot. MacArthur suchte den Farmer einen Tag später in dessen Zuhause in Edenderry auf. Für die Waffe verlangte der Bauer etwas mehr als tausend Pfund, doch MacArthur hatte nicht genügend Geld. Um die Waffe auszuprobieren, fuhren die beiden zu einer abgelegenen Stelle, die von lokalen Einwohnern häufig zum Tontaubenschießen genutzt wurde. Dort schoss MacArthur dem Bauern in den Kopf, versteckte dessen Leiche und floh mit dessen Ford Escort in Richtung Dublin.
Nach einigen Stunden wurde die Leiche des Bauern gefunden und das Fluchtfahrzeug daraufhin in der Innenstadt von Dublin entdeckt. Da bei beiden Morden das Fahrzeug des Opfers gestohlen wurde, vermutete die irische Polizei, die Garda Síochána, einen Zusammenhang, hatte zu diesem Zeitpunkt aber noch keinen konkreten Verdächtigen im Auge. Doch fand der mutmaßliche Doppelmord sofort eine breite Aufmerksamkeit in den Medien, häufig verbunden mit Angst vor weiteren Taten, zumal völlig unklar war, wer der Täter sein könnte. Besonders die Brutalität des ersten Mordes im beliebten Phoenix Park schockierte die irische Gesellschaft. Auch die für irische Verhältnisse ungewöhnlich kurze zeitliche Abfolge spielte eine Rolle, ebenso das augenscheinliche Fehlen irgendwelcher Motive. Die Suche nach dem Täter beschäftigte große Teile der irischen Öffentlichkeit. Gut eine Woche später, am 4. August, versuchte sich MacArthur an einem ersten Raubüberfall. Er kontaktierte den pensionierten US-Diplomaten Harry Bieling und besuchte ihn in seinem Haus in Dún Laoghaire. Mit der Schusswaffe des ermordeten Bauern versuchte er dann, von Bieling 1.000 £ zu erpressen. MacArthur fesselte ihn zunächst, doch der ehemalige Diplomat konnte nach einigen Stunden entkommen. MacArthur geriet nun selbst in Panik und fuhr nach Pilot View ins nahgelegene Dalkey, wo der damalige irische Attorney General Patrick Connolly wohnte. Als Attorney General war Connolly damals der oberste Jurist des Landes und vereinte mehr oder weniger die Positionen des Justizministers und des Generalstaatsanwaltes in sich, so, wie es im anglo-amerikanischen Rechtsraum üblich ist. Connolly kannte MacArthur über dessen Lebensgefährtin und hatte daher nichts dagegen, ihn in seine Wohnung aufzunehmen.
Zusammen besuchten die beiden in den nächsten Tagen unter anderem ein Halbfinale der All-Ireland Senior Hurling Championship im Croke Park, wo sie in einer VIP-Lounge nahe dem Polizeipräsidenten Platz nahmen. Ironischerweise diskutierte der Polizeipräsident mit einigen weiteren Polizisten den vermuteten Doppelmord. Auf Connollys Rechnung bestellte MacArthur per Taxi Zeitungen und Perrier-Wasser in Connollys Wohnung. Die Polizei hatte inzwischen auch den Überfall auf Bieling mit den Morden im Phoenix Park und in Edenderry in Verbindung gebracht und vermutete deshalb den Täter in der Region um Dún Laoghaire. MacArthur selbst rief wenig später die lokale Dienststelle der Garda Síochána an und erzählte unter Angabe seines Namens, der Überfall auf Bieling sei ein Scherz gewesen. Die Polizei fand dadurch in MacArthur einen Hauptverdächtigen und leitete die Fahndung nach ihm ein. Ein Hinweis führte die Polizei zur Wohnung von Connolly, in der MacArthur am 13. August verhaftet wurde. Malcolm MacArthur gestand alle ihm angelasteten Taten und begründete sie mit seinem finanziellen Engpass. Anfang Januar 1983 wurde er vor Gericht gestellt; MacArthur bekannte sich schuldig, die Krankenschwester ermordet zu haben. Dafür erhielt er eine lebenslange Gefängnisstrafe; das zweite Verfahren wegen des Mordes an dem Bauern in Edenderry wurde im Gegenzug eingestellt (Nolle prosequi). Der gesamte Prozess gegen MacArthur dauerte nicht einmal zehn Minuten. Nach 30 Jahren Haft wurde er 2012 entlassen.

## Nachwirkung

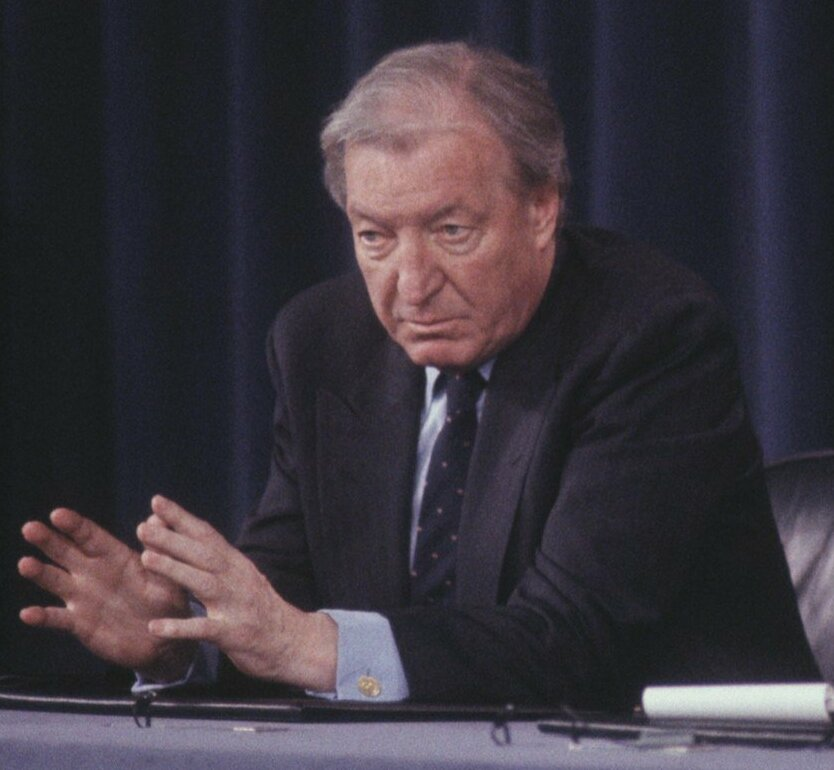
Charles J. Haughey (1990)

Die Polizei legte sich schon kurz nach der Verhaftung MacArthurs darauf fest, dass Patrick Connolly sich in keiner Weise einer Straftat schuldig gemacht hatte. Dass ein gesuchter Doppelmörder aber ausgerechnet in seiner Wohnung verhaftet wurde, sorgte für enormes Aufsehen; durch sein Amt hatte das Ganze auch eine politische Komponente. Trotz zu erwartenden Aufruhrs trat Connolly am Morgen des 14. August, also nur wenige Stunden nach MacArthurs Verhaftung, eine Urlaubsreise in die Vereinigten Staaten an. Bereits bei seiner Ankunft in New York City wurde er von der versammelten Presse erwartet, denn die Nachricht von der Verhaftung eines Doppelmörders in der Wohnung eines Generalstaatsanwaltes hatte das Interesse der internationalen Presse geweckt. Connollys Verhalten wurde von verschiedenen Beobachtern mit Naivität und schlechtem Urteilsvermögen erklärt; er habe das politische Ausmaß der Lage unterschätzt. Nach nur einem Tag beorderte ihn der damalige Premierminister (Taoiseach) Charles J. Haughey nach Dublin zurück, wo Connolly in der Nacht vom 15. auf den 16. August zurücktreten musste. Haughey versuchte anschließend am 17. August, auf einer Pressekonferenz die Geschehnisse zu erklären, vor allem, wieso Generalstaatsanwalt Connolly, wenn auch unwissentlich, einen Doppelmörder bei sich zuhause beherbergt hatte. Zu dieser Zeit kursierten bereits Verschwörungstheorien, dass Connollys Rolle auf Befehl von „ganz oben“ heruntergespielt worden sei. Haughey fürchtete zudem, dass der Skandal auch ihn zu Fall bringen könnte, zumal seine Regierung ohnehin auf eher wackeligen Beinen stand. Berühmt wurde seine Charakterisierung der Geschehnisse in der Pressekonferenz als „groteske Situation“ (grotesque situation), „beispiellose Situation“ (unprecedented situation), „bizarres Ereignis“ (bizarre happening) und „unglaublicher Zwischenfall“ (unbelievable mischance). Der ehemalige Politiker und damals als Kolumnist schreibende Conor Cruise O’Brien, der gemeinhin als eine Art Erzfeind von Haughey galt, schuf in Anlehnung an die von Haughey genutzten Adjektive anschließend das Akronym GUBU (grotesque, unbelievable, bizarre, unprecedented).
In der irischen Politikgeschichte ist die Erinnerung an das Jahr 1982 mit jener an das Akronym „GUBU“ besetzt, wenngleich auch andere Affären und politische Entwicklungen der irischen Politik ein insgesamt krisenreiches Jahr bescherten. Haugheys Regierung konnte die „GUBU-Affäre“ zwar zunächst überstehen, brach aber wenige Monate später zusammen und verlor Ende des Jahres die Parlamentswahlen. Die GUBU-Affäre galt dafür als entscheidende Ursache. Sein 1982er-Kabinett ging als „GUBU Government“ in die irische Geschichte ein. Auch in Haugheys weiterer Karriere – er kehrte noch einmal ins Premierministeramt zurück – wurde sein Ansehen durch die GUBU-Affäre beeinträchtigt. Patrick Connolly bekleidete bis zu seinem Tod 2016 nie wieder ein politisches Amt, kehrte jedoch in seinen vorherigen Beruf als Barrister zurück. Derweil ging das Akronym GUBU und auch die ausgeschriebene Variante in den allgemeinen Sprachgebrauch ein und wurde in den nächsten Jahrzehnten regelmäßig zur Beschreibung aktueller politischer Skandale Irlands gebraucht. Allgemeiner wird der Begriff im irischen Sprachgebrauch auch zur Beschreibung „absurder Vorkommnisse“ genutzt. Zudem erfuhr die Affäre im Laufe der Zeit eine kulturelle Aufnahme. 1989 veröffentlichte der irische Schriftsteller John Banville das Buch The Book of Evidence, dessen Handlung von der Affäre inspiriert ist. 2004 veröffentlichte der Schriftsteller Damien Corless ein Buch über komische Ereignisse der irischen Geschichte und betitelte es mit GUBU Nation. Zum 40. Jahrestag der Ereignisse 2022 bekam die Affäre wieder verstärkte Aufmerksamkeit. Unter anderem produzierte sowohl die Irish Times (Gubu mit Harry McGee) als auch die BBC (Obscene: the Dublin Scandal mit Adrian Dunbar) zu diesem Anlass einen Podcast über die Ereignisse.